# Mistrovství světa ve veslování 1996

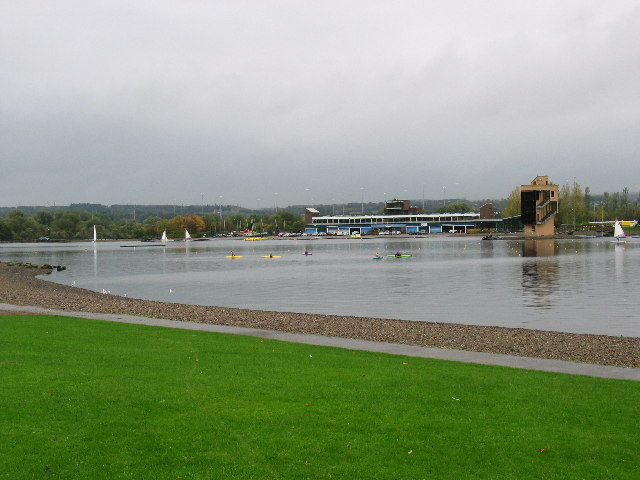
Jezero Strathclyde Loch, místo šampionátu

Mistrovství světa ve veslování 1996 byl v pořadí 25. šampionát konaný mezi 5. a 11. srpnem 1996 na umělém jezeře Strathclyde Loch v blízkosti skotského Motherwellu.
Každoroční veslařská regata, trvající jeden týden, je organizována Mezinárodní veslařskou federací (International Rowing Federation; FISA) obvykle na konci léta severní polokoule. V neolympijských letech představuje mistrovství světa vyvrcholení mezinárodního veslařského kalendáře a v roce, jenž předchází olympijským hrám, představuje jejich hlavní kvalifikační událost. V olympijských letech pak program mistrovství zahrnuje pouze neolympijské disciplíny.
Rok 1996 byl rokem olympijským, proto program mistrovství zahrnoval pouze neolympijské disciplíny.

## Medailové pořadí
| Pořadí | Země               | Zlato | Stříbro | Bronz | Celkem |
| ------ | ------------------ | ----- | ------- | ----- | ------ |
| 1      | Rumunsko           | 2     | 2       | 1     | 5      |
| 2      | Dánsko             | 2     | 1       | 0     | 3      |
| 3      | USA                | 2     | 0       | 2     | 4      |
| 4      | Německo            | 1     | 1       | 2     | 4      |
| 5      | Francie            | 1     | 1       | 1     | 3      |
| 6      | Čína               | 1     | 0       | 0     | 1      |
| 6      | Itálie             | 1     | 0       | 0     | 1      |
| 8      | Česko              | 0     | 2       | 0     | 2      |
| 8      | Spojené království | 0     | 2       | 0     | 2      |
| 10     | Irsko              | 0     | 1       | 0     | 1      |
| 11     | Kanada             | 0     | 0       | 1     | 1      |
| 11     | Finsko             | 0     | 0       | 1     | 1      |
| 11     | Nizozemsko         | 0     | 0       | 1     | 1      |
| 11     | Rusko              | 0     | 0       | 1     | 1      |
| Celkem | Celkem             | 10    | 10      | 10    | 30     |

## Přehled medailí

### Mužské disciplíny
| Disciplína                      | Zlato | Čas      | Stříbro | Čas     | Bronz | Čas     |
| Dvojka s kormidelníkem M2+      | Francie Luc Prevot Yannick Schulte Christophe Tellier (k)                                                                         | 7:18,26  | Rumunsko Dimitrie Popescu Neculai Taga Dumitru Răducanu (k)                                                                                                | 7:18,96 | Nizozemsko Remco Schnieders Leofwin Visman Chun Wei Cheung (k)                                                                       | 7:22,33 |
| Čtyřka s kormidelníkem M4+      | Rumunsko Dorin Alupei Claudiu Marin Iulică Ruican Viorel Talapan Alexei Raducanu (k)                                              | 6:25,74  | Česko Dušan Businský Michal Dalecký Pavel Malinský Lubomír Skalický Oldřich Hejdušek (k)                                                                   | 6:26,76 | Rusko Vladimir Andrejev Alexander Litvinčev Gennadij Mulitsa Jevgenij Ovčarov Alexej Mitěnko (k)                                     | 6:28,17 |
| Skif LV LM1x                    | Dánsko Karsten Nielsen | 7:35,72  | Česko Tomáš Kacovský | 7:36,01 | Finsko Heikki Haavikko | 7:37,15 |
| Párová čtyřka LV LM4x           | Itálie Lorenzo Bertini Paolo Pittino Franco Sancassani Massimo Guglielmi                                                          | 06:10,11 | Německo Oliver Ibielski Alexander Lutz Andreas Lutz Frank Mager                                                                                            | 6:11,53 | Francie Frederic Ceresoli Frederic Dufour Thierry Richard Pascal Touron                                                              | 6:11,82 |
| Dvojka bez kormidelníka LV LM2- | Dánsko Thomas Ebert Bo Helleberg                                                                                                  | 7:06,34  | Irsko Neville Maxwell Tony O'Connor | 7:09,25 | Německo Tobias Müller Oliver Rau | 7:10,73 |
| Osma LV LM8+                    | Německo Andreas Bech Matthias Edeler Dirk Jenny Stefan Locher Marcus Mielke Teja Töpfer Vladimir Vukelic Uwe März Klaus Klotz (k) | 5:55,06  | Dánsko Jens Christensen Thomas Croft Wilhelm Drewel Jorn Hamdorf Morten Hansen Skov Soeren Henrichsen Jeppe Jensen Kollat Michael Jensen Dennis Larsen (k) | 5:56,96 | Kanada Jon Beare Ross Beattie Chris Davidson Len Diplock Graham Mclaren Ben Storey Bryan Thompson Edward Winchester Chris Taylor (k) | 5:59,47 |

### Ženské disciplíny
| Disciplína                      | Zlato                                                           | Čas     | Stříbro                                                                              | Čas     | Bronz                                                                 | Čas     |
| Čtyřka bez kormidelnice W4-     | USA Emily Dirksenová Sara Fieldová Amy Turnerová Rosana Zegarra | 6:49,48 | Rumunsko Liliana Gafencuová Doina Ignatová Elisabeta Lipă Marioara Ciobanu-Popescu   | 6:51,36 | Německo Claudia Barthová Gerte Johnová Doreen Martinová Lenka Wechová | 6:55,15 |
| Skif LV LW1x                    | Rumunsko Constanta Burcica                                      | 8:06,90 | Francie Benedicte Dorfmanová-Luzuyová                                                | 8:07,66 | USA Sarah Garnerová                                                   | 8:09,74 |
| Dvojka bez kormidelnice LV LW2- | USA Christine Smithová-Collinsová Ellen Minznerová              | 7:56,66 | Spojené království Alison Brownlessová Jane Hallová                                  | 8:02,71 | Rumunsko Camelia Macoviciucová Maria Sava                             | 8:03,31 |
| Čtyřka bez kormidelnice LV LW4- | Čína Bili Liu Mei Ling Liu Fang Wang Aifang Zhong               | 7:08,56 | Spojené království Patricia Corlessová Robyn Morrisová Malindi Myersová Jo Nitschová | 7:09,55 | USA Kari Greenová Julie McCleery Whitney Postová Sarah Simmonsová     | 7:11,10 |